# Liana Castelfranchi
Liana Castelfranchi, conosciuta anche come Liana Castelfranchi Vegas (Milano, 1924 – 2013), è stata una storica dell'arte italiana.

## Biografia
Studiò all'Università statale di Milano e si laureò con Maria Luisa Gengaro. Nel 1966 scrisse per Roberto Longhi il volume Il gotico internazionale in Italia all'interno della collana da lui diretta La pittura italiana. Insegnò storia dell’arte medievale all’Università di Verona e dal 1986 per dodici anni occupò la cattedra di storia dell'Arte medievale all'Università statale di Milano. 
Si dedicò principalmente allo studio della pittura del Trecento e del Quattrocento, con particolare attenzione alla circolazione artistica tra l'Italia e i paesi d'Oltralpe. Inoltre, indagò il problema dell'innesto della cultura toscana nella Lombardia del Trecento . Si occupò anche del ruolo e dell'importanza delle arti cosiddette minori durante l'epoca medievale . In particolare, si dedicò allo studio della pittura di miniatura di età viscontea, campo nel quale fra l'altro ha contribuito alla comprensione della figura di Michelino da Besozzo. Infine, si occupò anche della pittura di miniatura e dell'oreficeria di epoca ottoniana.

## Opere
- Storia dell'Arte, 3 volumi insieme a Elda Cerchiari Necchi, Carlo Signorelli Editore, Milano 1957.
- L'abbazia di Viboldone, Banca Popolare di Milano, 1959.
- La leggenda di Teodolinda negli affreschi degli Zavattari, Edizioni Sidera, 1964.
- Il Gotico Internazionale in Italia, Editori Riuniti, Roma 1966.
- Gli affreschi quattrocenteschi del castello di Masnago, Bramante Editrice, 1967.
- Italia e Fiandra nella pittura del Quattrocento, Jaca Book, Milano 1983.
- L' Angelico e l'umanesimo, Jaca Book, Milano 1989
- Storia dell'arte europea. L’Arte del Medioevo, Jaca Book, Milano, 1993.
- La pittura in Lombardia. Il Trecento insieme ad altri, Electa, Milano 1993.
- Anno mille. L'arte in Europa dal 950 al 1050, Jaca Book, Milano 2000.
- L’arte ottoniana intorno al Mille, Jaca Book, Milano 2002.
- Lo splendore nascosto del Medioevo. Arti minori, Jaca Book, Milano 2005.
- Matilde di Canossa. Il papato e l'impero, Silvana Editoriale, Milano 2008.
- Le mobili frontiere dell'arte, Jaca Book, Milano 2012.